# Duca di Gandia

Stemma del duca di Gandia

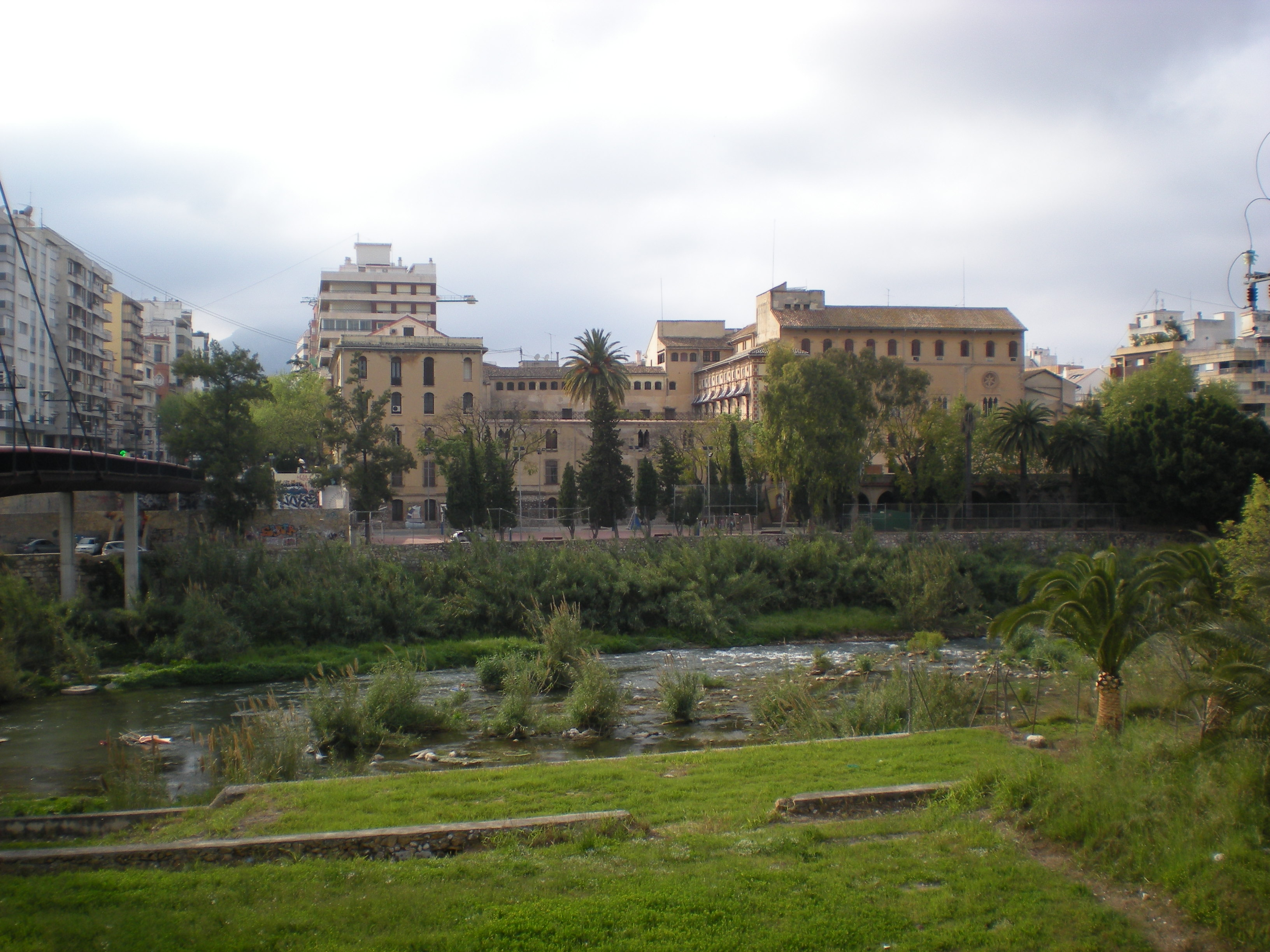
Palazzo ducale di Gandia appartenuto alla famiglia Borgia dal 1485 al 1740

Duca di Gandia è un titolo nobiliare creato nel 1399 dal re di Aragona Martino I di Aragona in favore di Alfonso IV di Ribagorza, barone di Polop, conte di Ribagorza e di Dénia. Alla sua morte nel 1412 il titolo passò a suo figlio Alfonso V di Ribagorza morto senza lasciare discendenti diretti. Il ducato fu assegnato a Hugo de Cardona e successivamente nel 1433 a Giovanni II d'Aragona  che nel 1439 lo cedette a suo figlio Carlo di Viana, re di Navarra.  Nel 1461 alla morte di  quest'ultimo il titolo tornò alla Corona.

## Duchi sino al 1485
- Alfonso IV di Ribagorza (1399—1412)
- Alfonso V di Ribagorza (1412—1425)
- Ugo di Cardona e di Gandia (1425—1433)
- Giovanni II d'Aragona (1433—1439)
- Carlo di Viana (1439—1461)
- Ferdinando II d'Aragona (1461— inglobato nella Corona d'Aragona)

Il titolo fu legittimato nel 1481 con bolla papale di Sisto IV.
I Re Cattolici il 20 dicembre 1483  lo concessero a Pedro Luis de Borja y Catane, figlio di Rodrigo Borgia futuro papa Alessandro VI e di una  delle sue prime amanti, di cui è rimasto ignoto  il nome,  da cui ebbe anche le figlie Girolama e Isabella.

Corona di Grande di Spagna

## Titolari
|                                      | Titolari                                                                           | Periodo                              |
| Creazione dei Re cattolici di Spagna | Creazione dei Re cattolici di Spagna                                               | Creazione dei Re cattolici di Spagna |
| ------------------------------------ | ---------------------------------------------------------------------------------- | ------------------------------------ |
| I                                    | Pier Luigi Borgia                                                                  | 1485 - 1491                          |
| II                                   | Giovanni Borgia                                                                    | 1491 - 1497                          |
| III                                  | Juan de Borja y Enríquez de Luna                                                   | 1497 - 1543                          |
| IV                                   | Francisco de Borja y Trastámara                                                    | 1543 - 1550                          |
| V                                    | Carlos de Borja y Aragón                                                           | 1550 - 1592                          |
| VI                                   | Francisco Tomás de Borja Aragón y Centelles                                        | 1592 - 1595                          |
| VII                                  | Francisco Carlos de Borja Aragón y Centelles                                       | 1595 - 1632                          |
| VIII                                 | Francisco Diego Pascual de Borja Aragón y Centelles                                | 1632 - 1665                          |
| IX                                   | Francisco Carlos de Borja Aragón y Centelles                                       | 1665 - 1665                          |
| X                                    | Pascual Francisco de Borja Aragón y Centelles                                      | 1665 - 1716                          |
| XI                                   | Luis Ignacio Francisco Juan de Borja Aragón y Centelles                            | 1716 - 1740                          |
| XII                                  | Maria Ana Antonia Luisa de Borja Aragón y Centelles                                | 1740 - 1748                          |
| XIII                                 | Francisco Alfonso-Pimentel Vigil de Quiñones de Borja Aragón                       | 1748 - 1784                          |
| XIV                                  | María Josefa de la Soledad Alfonso-Pimentel de Borja Zúñiga Enríquez Ponce de León | 1784 - 1834                          |
| XV                                   | Pedro de Alcantara Maria Tomas Tellez-Giron y Beaufort                             | 1834 - 1844                          |
| XVI                                  | Mariano Francisco de Borja Téllez-Girón y Beaufort-Spotin                          | 1844 - 1882                          |
| XVII                                 | Pedro de Alcántara Téllez-Girón y Fernández de Santillán                           | 1882- 1900                           |
| XVIII                                | Maria Dolores Téllez-Girón de Dominé                                               | 1910 - 1939                          |
| XIX                                  | Angela Maria Téllez-Girón y Duque de Estrada                                       | 1939 - 2015                          |
| XX                                   | Ángela María de Ulla y Solís-Beaumont                                              | 2016-in carica                       |